# Майже врятований
Майже врятований (англ. Almost a Rescue) — американська короткометражна кінокомедія Аль Крісті 1913 року з Роско Арбаклом в головній ролі.

## У ролях
- Дональд МакДональд — Хевкей
- Роско ’Товстун’ Арбакл — Джиммі
- Айрін Гант — Мей Сміт
- Біллі Беннетт — Мауд Сміт
- Расселл Бассетт — лікар-шарлатан